# Lithobius
Lithobius är ett släkte av mångfotingar som beskrevs av Leach 1814. Lithobius ingår i familjen stenkrypare. Till de vanligare stenkryparna hör den bruna stenkryparen.

## Dottertaxa tillLithobius, i alfabetisk ordning[1][2]
- Lithobius aberantus
- Lithobius abruzzensis
- Lithobius absoloni
- Lithobius abukumensis
- Lithobius acuminatus
- Lithobius adriaticus
- Lithobius aeruginosus
- Lithobius agilis
- Lithobius aidonensis
- Lithobius alavicus
- Lithobius alenae
- Lithobius alexandrinae
- Lithobius aligherus
- Lithobius allotyphlus
- Lithobius alluaudi
- Lithobius alpicosiensis
- Lithobius alpinus
- Lithobius alticus
- Lithobius ambulotentus
- Lithobius anacanthinus
- Lithobius anaopurnensis
- Lithobius angulatus
- Lithobius anisanus
- Lithobius anophtalmus
- Lithobius ansyensis
- Lithobius antipai
- Lithobius antonellae
- Lithobius aokii
- Lithobius aostanus
- Lithobius apfelbecki
- Lithobius apheles
- Lithobius araitoensis
- Lithobius armenicus
- Lithobius asper
- Lithobius aspersus
- Lithobius asulcutus
- Lithobius atkinsoni
- Lithobius aureus
- Lithobius ausobskii
- Lithobius australis
- Lithobius austriacus
- Lithobius bayeri
- Lithobius bellulus
- Lithobius beroni
- Lithobius beshkovi
- Lithobius beulae
- Lithobius bicolor
- Lithobius bidens
- Lithobius bidivisa
- Lithobius bifidus
- Lithobius biondii
- Lithobius biporus
- Lithobius bispinosus
- Lithobius biunguiculatus
- Lithobius blanchardi
- Lithobius blascoi
- Lithobius bolognai
- Lithobius boluensis
- Lithobius borealis
- Lithobius borisi
- Lithobius bostryx
- Lithobius brandensis
- Lithobius brandtii
- Lithobius brignolii
- Lithobius buakheriacus
- Lithobius bullatus
- Lithobius burzenlandicus
- Lithobius buxtoni
- Lithobius caecigenus
- Lithobius calcaratus
- Lithobius canaliculatus
- Lithobius canariensis
- Lithobius caninensis
- Lithobius carinatus
- Lithobius carinipes
- Lithobius cassinensis
- Lithobius castaneus
- Lithobius catascaphius
- Lithobius caucasicus
- Lithobius cavernicolus
- Lithobius celer
- Lithobius cepeus
- Lithobius cerberulus
- Lithobius cerii
- Lithobius chalusensis
- Lithobius chekianus
- Lithobius chengsiensis
- Lithobius chibenus
- Lithobius chikerensis
- Lithobius chosenus
- Lithobius chumasanus
- Lithobius circassus
- Lithobius clarus
- Lithobius cockerelli
- Lithobius colchicus
- Lithobius coloratus
- Lithobius confusus
- Lithobius consimilis
- Lithobius corrigendus
- Lithobius costaricensis
- Lithobius crassipes
- Lithobius crassus
- Lithobius cretaicus
- Lithobius creticus
- Lithobius crypticola
- Lithobius cryptobius
- Lithobius cuklauvus
- Lithobius curtipes
- Lithobius cyrtopus
- Lithobius dacicus
- Lithobius dahlii
- Lithobius decapolitus
- Lithobius decessus
- Lithobius decodontus
- Lithobius decui
- Lithobius degerboeli
- Lithobius delictus
- Lithobius demavendicus
- Lithobius dentatus
- Lithobius derouetae
- Lithobius deserti
- Lithobius dieuzeidei
- Lithobius dimorphus
- Lithobius dobrogicus
- Lithobius doderoi
- Lithobius dogubayazitensis
- Lithobius domogledicus
- Lithobius dragani
- Lithobius drescoi
- Lithobius dudichi
- Lithobius dumitrescui
- Lithobius duplus
- Lithobius easoni
- Lithobius egregius
- Lithobius elbursensis
- Lithobius electrinus
- Lithobius electus
- Lithobius elegans
- Lithobius eleganus
- Lithobius ellipticus
- Lithobius elongipes
- Lithobius emporus
- Lithobius enans
- Lithobius enghoffi
- Lithobius entzii
- Lithobius erdschiasius
- Lithobius ergus
- Lithobius erraticulus
- Lithobius erratus
- Lithobius erythrocephalus
- Lithobius eucnemis
- Lithobius evae
- Lithobius evasus
- Lithobius fagei
- Lithobius fagniezi
- Lithobius fallax
- Lithobius fangensis
- Lithobius fasciatus
- Lithobius femorisulcutus
- Lithobius femorosulcatus
- Lithobius ferganensis
- Lithobius fissuratus
- Brun stenkryparee
- Lithobius fossipes
- Lithobius foviceps
- Lithobius franzi
- Lithobius fugax
- Lithobius fuscus
- Lithobius gantoensis
- Lithobius georgescui
- Lithobius gerstfeldtii
- Lithobius giganteus
- Lithobius glacialis
- Lithobius glenniei
- Lithobius gomerae
- Lithobius gracilis
- Lithobius grandiporosus
- Lithobius guadarramus
- Lithobius guatemalae
- Lithobius haarlovi
- Lithobius hadzii
- Lithobius hakui
- Lithobius hardyi
- Lithobius hauseri
- Lithobius hawaiiensis
- Lithobius helvolus
- Lithobius henroti
- Lithobius hirsutipes
- Lithobius hispanicus
- Lithobius holstii
- Lithobius holzingeri
- Lithobius homolaci
- Lithobius honestus
- Lithobius hummeli
- Lithobius icis
- Lithobius ignotus
- Lithobius inaequidens
- Lithobius inermis
- Lithobius inexpectatus
- Lithobius infossus
- Lithobius ingrediens
- Lithobius inquirendus
- Lithobius insolitus
- Lithobius integer
- Lithobius integrior
- Lithobius intermissus
- Lithobius intermontanus
- Lithobius invadens
- Lithobius iranicus
- Lithobius irikensis
- Lithobius irregularis
- Lithobius ispartensis
- Lithobius japonicus
- Lithobius javanicus
- Lithobius jeanneli
- Lithobius jorbai
- Lithobius jordanensis
- Lithobius jugoslavicus
- Lithobius juniperius
- Lithobius jurinici
- Lithobius kansuanus
- Lithobius karamani
- Lithobius kastamonuensis
- Lithobius kempi
- Lithobius kessleri
- Lithobius kiayiensis
- Lithobius kojimai
- Lithobius koreanus
- Lithobius krali
- Lithobius kurchevae
- Lithobius laccatus
- Lithobius lagrecai
- Lithobius lakatnicensis
- Lithobius lapadensis
- Lithobius lapidicola
- Lithobius latro
- Lithobius lenkoranicus
- Lithobius libanicus
- Lithobius liber
- Lithobius lineatus
- Lithobius litoralis
- Lithobius lobifer
- Lithobius loeiensis
- Lithobius longiscissus
- Lithobius loricatus
- Lithobius lorioli
- Lithobius lucifugus
- Lithobius lusitanus
- Lithobius luteus
- Lithobius macilentus
- Lithobius macrocentrus
- Lithobius maculatus
- Lithobius magnificus
- Lithobius magnitergiferous
- Lithobius magurensis
- Lithobius mandschreiensis
- Lithobius manicastrii
- Lithobius marcuzzii
- Lithobius martensi
- Lithobius materiatus
- Lithobius matulici
- Lithobius mauritianus
- Lithobius maximovici
- Lithobius melanops
- Lithobius memorabilis
- Lithobius mesechinus
- Lithobius mexicanus
- Lithobius michoacanus
- Lithobius microcephalus
- Lithobius microdon
- Lithobius micropodus
- Lithobius microps
- Lithobius minellii
- Lithobius minimus
- Lithobius minor
- Lithobius minorniha
- Lithobius mistinensus
- Lithobius moananus
- Lithobius modicus
- Lithobius moellensis
- Lithobius mollis
- Lithobius mongolellus
- Lithobius mongolicus
- Lithobius mongolomedius
- Lithobius mononyx
- Lithobius montanus
- Lithobius motasi
- Lithobius mroczkowskii
- Lithobius mucronatus
- Lithobius multidens
- Lithobius multispinosus
- Lithobius muminabadicus
- Lithobius mutabilis
- Lithobius muticus
- Lithobius mystecus
- Lithobius nasuensis
- Lithobius navarricus
- Lithobius nebrascensis
- Lithobius nepalensis
- Lithobius nickii
- Lithobius nidicolens
- Lithobius niger
- Lithobius nigripalpis
- Lithobius nigrocullis
- Lithobius nihamensis
- Lithobius nikkonus
- Lithobius nocellensis
- Lithobius noctivagus
- Lithobius nodulipes
- Lithobius nordenskioldii
- Lithobius nudus
- Lithobius nunomurai
- Lithobius nuragicus
- Lithobius obesus
- Lithobius obscurus
- Lithobius obtusus
- Lithobius oglednicus
- Lithobius okinawensis
- Lithobius ongi
- Lithobius opinatus
- Lithobius orghidani
- Lithobius orientalis
- Lithobius osellai
- Lithobius ostiacorum
- Lithobius otasanus
- Lithobius pachymerus
- Lithobius pacificus
- Lithobius paghmanensis
- Lithobius palmarum
- Lithobius pamukkalensis
- Lithobius pappi
- Lithobius paradoxus
- Lithobius parietum
- Lithobius parvicornis
- Lithobius parvus
- Lithobius pasquinii
- Lithobius patonius
- Lithobius pauciocullatus
- Lithobius paucispinus
- Lithobius pectinatus
- Lithobius pedisulcus
- Lithobius peggauensis
- Lithobius pelidnus
- Lithobius peregrinus
- Lithobius persicus
- Lithobius phulchokensis
- Lithobius piceus
- Lithobius pilicornis
- Lithobius pilosus
- Lithobius pinetorum
- Lithobius plesius
- Lithobius polyodontus
- Lithobius porathi
- Lithobius portchinskii
- Lithobius potanini
- Lithobius praeditus
- Lithobius primrosus
- Lithobius princeps
- Lithobius proximus
- Lithobius punctulatus
- Lithobius purkynei
- Lithobius purpureus
- Lithobius pustulatus
- Lithobius pygmaeus
- Lithobius pyrenaicus
- Lithobius quadricalcaratus
- Lithobius quartocomma
- Lithobius racovitzai
- Lithobius ramulosus
- Lithobius rapax
- Lithobius rarihirsutipes
- Lithobius readae
- Lithobius reconditus
- Lithobius rectus
- Lithobius reiseri
- Lithobius remyi
- Lithobius rhiknus
- Lithobius rhysus
- Lithobius ribauti
- Lithobius riedeli
- Lithobius rizensis
- Lithobius romanus
- Lithobius rufus
- Lithobius rushovensis
- Lithobius rylaicus
- Lithobius sachalinus
- Lithobius sakayorii
- Lithobius salicis
- Lithobius sardous
- Lithobius sasanus
- Lithobius saussurei
- Lithobius sbordonii
- Lithobius schubarti
- Lithobius schuleri
- Lithobius sciticus
- Lithobius scotophilus
- Lithobius sectilis
- Lithobius separatus
- Lithobius sexustumidus
- Lithobius shaferi
- Lithobius shawalleri
- Lithobius shikokensis
- Lithobius sibiricus
- Lithobius silvivagus
- Lithobius simplex
- Lithobius simplicior
- Lithobius sinensis
- Lithobius siopius
- Lithobius sivasiensis
- Lithobius skelicus
- Lithobius sketi
- Lithobius slovenicus
- Lithobius sociellus
- Lithobius sokkriensis
- Lithobius sotshiensis
- Lithobius speleovolcanus
- Lithobius speluncarum
- Lithobius sphinx
- Lithobius spinipes
- Lithobius stammeri
- Lithobius starlingi
- Lithobius stejnegeri
- Lithobius strandzanicus
- Lithobius striatus
- Lithobius stuxbergii
- Lithobius stygius
- Lithobius subdivisus
- Lithobius subterraneus
- Lithobius subtilis
- Lithobius sulcifemoralis
- Lithobius sulcipes
- Lithobius sunagawai
- Lithobius svenhedini
- Lithobius tactus
- Lithobius taczanowski
- Lithobius tahirensis
- Lithobius takahagiensis
- Lithobius takashimai
- Lithobius tamurai
- Lithobius tatricus
- Lithobius teldanensis
- Lithobius tenebrosus
- Lithobius teneriffae
- Lithobius tenuicornis
- Lithobius tiasnatensis
- Lithobius tibialis
- Lithobius tibiosetosus
- Lithobius tibiotenuis
- Lithobius tibiustumidus
- Lithobius tidissimus
- Lithobius toltecus
- Lithobius totevi
- Lithobius trebinjanus
- Lithobius tricalcaratus
- Lithobius trichopus
- Lithobius tricuspis
- Lithobius trinacrius
- Lithobius troglodytes
- Lithobius troglomontanus
- Lithobius tuberculatus
- Lithobius tuberculipes
- Lithobius tylopus
- Lithobius typhlus
- Lithobius uludagensis
- Lithobius uniunguis
- Lithobius uralensis
- Lithobius urbanus
- Lithobius vagabundus
- Lithobius waldeni
- Lithobius valesiacus
- Lithobius wardaranus
- Lithobius variegatus
- Lithobius varius
- Lithobius watanabei
- Lithobius watovius
- Lithobius venatoriformis
- Lithobius verrucifer
- Lithobius weyrauchi
- Lithobius vinciguerrae
- Lithobius vinosus
- Lithobius viriatus
- Lithobius vivesi
- Lithobius vizicae
- Lithobius worogowensis
- Lithobius yasunorii
- Lithobius yuraensis
- Lithobius zelazovae
- Lithobius zeylanus
- Lithobius zveri